# Popocatepetl
Le Popocatepetl, en espagnol Popocatépetl, est un volcan du Mexique situé à 70 kilomètres au sud-est de Mexico, dans les États de Puebla et de Mexico. Avec 5 426 mètres d'altitude, il constitue la deuxième plus haute montagne du pays après le pic d'Orizaba, un autre volcan.
Une puissante éruption s'est produite du 5 mars 1996 au 22 novembre 2003 et il est en activité depuis le 9 janvier 2005.
Bien que faiblement explosives et ayant des conséquences localisées, ses éruptions menacent plusieurs dizaines de millions d'habitants vivant à proximité, notamment dans les agglomérations de Mexico et de Puebla.

## Toponymie
Popocatepetl est un terme nahuatl, qui se décompose en popoca, en français « émettre de la fumée », tepe, « montagne », et tl, article. Le nom signifie donc « la montagne qui fume », « la montagne fumante »,,,. En espagnol, il est aussi appelé volcán Popocatépetl ou plus simplement Popocatépetl.
Il est également appelé Popocatépec, Popocatzin ou encore Xalliquehuac, et plus familièrement Popo.
Les habitants de la région le nomment respectueusement Don Gregorio ou plus affectueusement Don Goyo car, selon la tradition locale, il serait né un 12 mars, qui était jusqu'au concile Vatican II le jour de la fête de saint Grégoire, 64e pape de l'Église catholique.

## Géographie

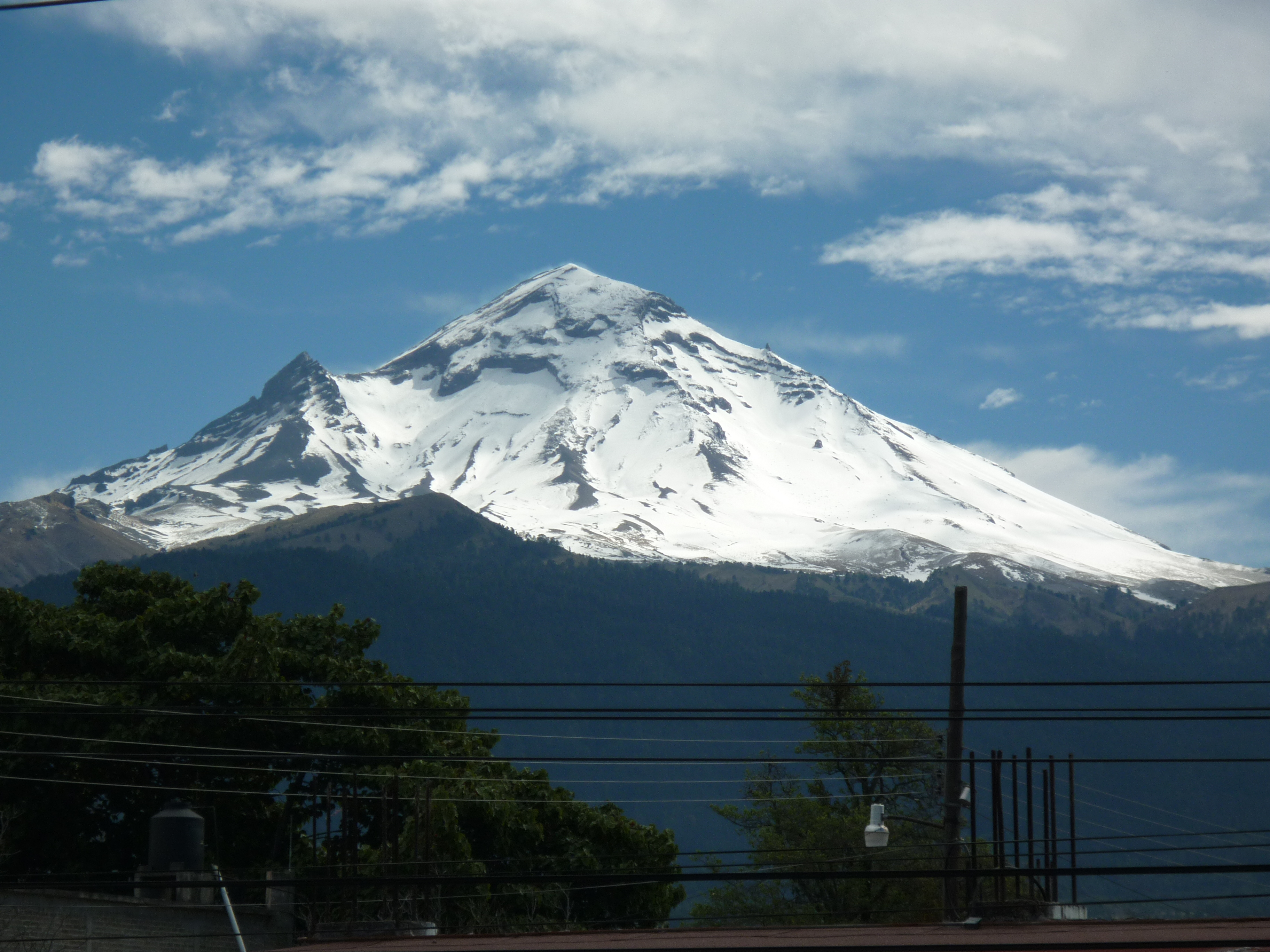
Vue du Popocatepetl depuis l'ouest avec le Ventorrillo sur sa gauche.

### Situation
Le Popocatepetl est situé au centre du Mexique, dans la partie orientale de la cordillère Néovolcanique, un alignement de volcans traversant le pays d'est en ouest.
Il est entouré à l'est, au sud et à l'ouest par le plateau mexicain et au nord par l'Iztaccíhuatl, un autre volcan.
Les agglomérations de Mexico et de Puebla se trouvent respectivement à environ 70 kilomètres au nord-ouest,, et à 45 kilomètres à l'est.
La limite administrative entre les États de Mexico à l'ouest et de Puebla à l'est passe par le sommet de la montagne ; l'Etat de Morelos couvre une partie limitée du flanc sud-est mais n'atteint pas le sommet.
Le Popocatepetl fait partie du parc national Iztaccíhuatl-Popocatépetl dont il constitue l'extrémité méridionale.

### Géographie physique
Il couvre une superficie de 500 km2.
Il s'agit d'un stratovolcan andésitique et dacitique couronné par un cratère sommital de 400 mètres de largeur pour 600 à 900 mètres de longueur, et profond de 150 à 450 mètres,.
Le rebord occidental de ce cratère, le Pico Anáhuac, constitue le point culminant du volcan avec 5 426, 5 452, ou 5 465,, mètres d'altitude, faisant de lui le deuxième plus haut sommet du Mexique et le deuxième plus haut volcan d'Amérique du Nord.
Ses pentes régulières lui donnent une forme conique. Seul son flanc nord-ouest est interrompu par les restes d'un ancien volcan, le Ventorrillo.
Au nord, il est relié au volcan Iztaccíhuatl par un col situé à environ 2 380 mètres d'altitude.
La partie supérieure de la montagne est couverte de neige et de glaciers,.

## Histoire géologique

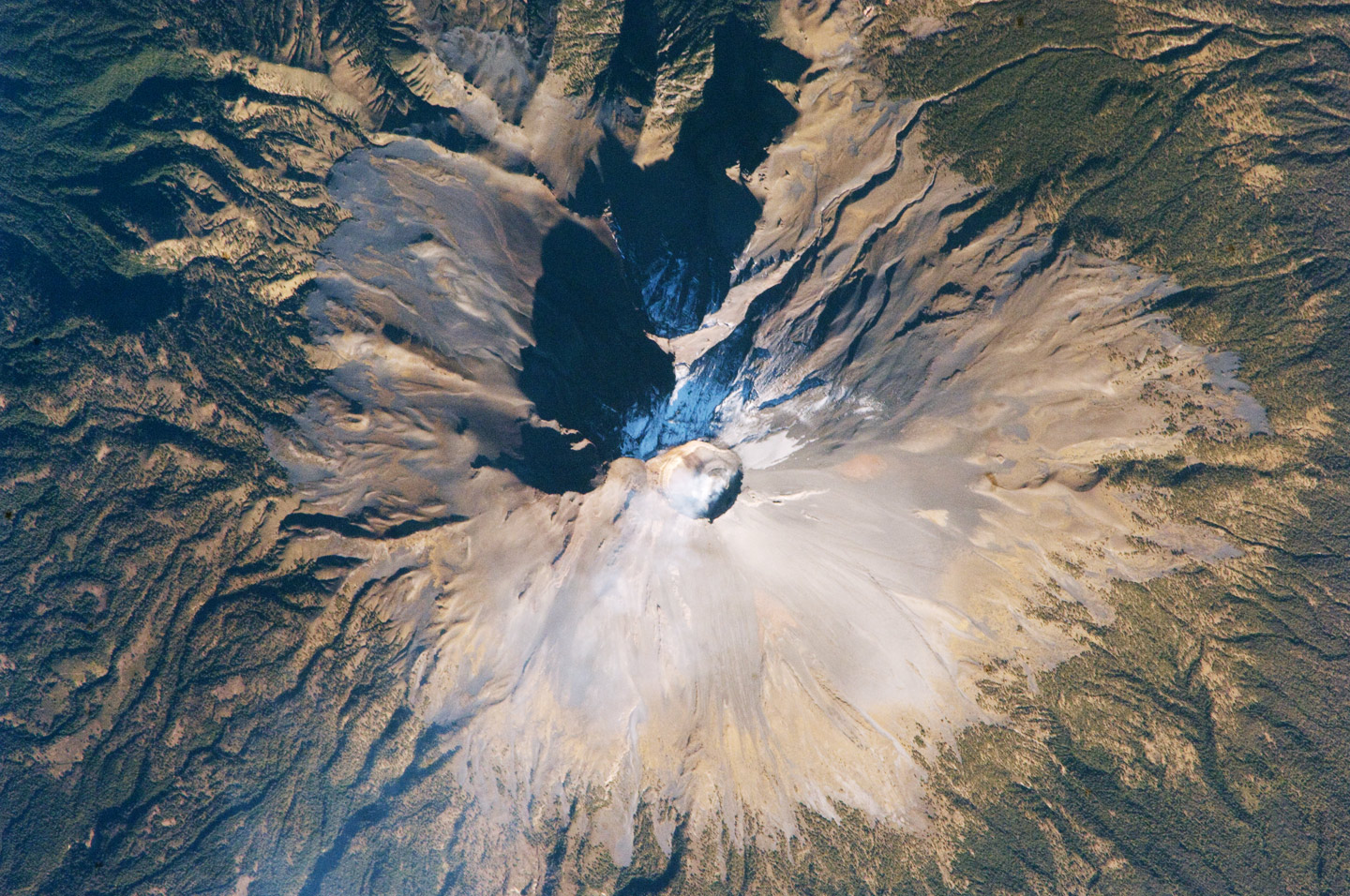
Image satellite du Popocatepetl en 2009.

### Origines du volcan
Le Popocatepetl a été précédé durant le Pléistocène par trois cônes volcaniques, dont le Ventorrillo constitue l'un des restes, le dernier étant El Fraile situé juste au nord du cône actuel. Ils ont disparu par effondrement et leurs débris recouvrent les environs au sud du volcan.
Le cône actuel a commencé à se former à la suite de la disparition du précédent il y a 23 000 ans.
Il s'est ensuivi une période de plusieurs milliers d'années marquée par des explosions beaucoup plus puissantes que celles survenues depuis 1 200 ans, dont trois éruptions majeures de nature plinienne survenues depuis le milieu de l'Holocène, la dernière s'étant produite vers 800. Ces éruptions se sont traduites par d'importantes nuées ardentes qui ont donné naissance à des lahars ayant comblé les vallées au pied de la montagne.

### Histoire des éruptions
À partir de l'éruption qui a duré de 1345 à 1347, les éruptions du Popocatepetl sont mentionnées dans les codex des Aztèques. Avec la colonisation de l'Amérique centrale par les Espagnols à partir de 1519, les Européens prennent le relais des observations des éruptions.
De 1345 à celle toujours en cours qui a commencé le 9 janvier 2005, 37 éruptions se sont produites.
Elles se traduisent généralement par des explosions d'indice d'explosivité volcanique compris entre 1 et 2 qui émettent des panaches volcaniques,. Des nuées ardentes se forment parfois et peuvent produire des lahars. Des dômes de lave peuvent aussi se mettre en place comme lors de celle de 1919 à 1922. Entre chaque éruption, l'activité fumerollienne est fréquente depuis le cratère.

### L'éruption de 1996-2003
L'éruption la plus puissante des temps historiques s'est produite du 5 mars 1996 au 22 novembre 2003. D'indice d'explosivité volcanique de 3, elle voit la croissance d'un dôme de lave qui explose en produisant des panaches volcaniques et des nuées ardentes,. Les dépôts de cendre sont mobilisés pour former des lahars et des coulées de lave sont observées. Au total, plus de 28 millions de m3 de lave sont émis. Une explosion au sommet du volcan tue cinq alpinistes le 30 avril 1996. C'est la seule éruption connue de ce volcan ayant entraîné des dégâts et des morts malgré l'évacuation des populations menacées, au total 75 000 personnes,. Bien que faiblement explosives et ayant des conséquences localisées, ses éruptions menacent plusieurs dizaines de millions d'habitants vivant à proximité, notamment dans les agglomérations de Mexico et de Puebla.

### L'éruption en cours depuis 2005

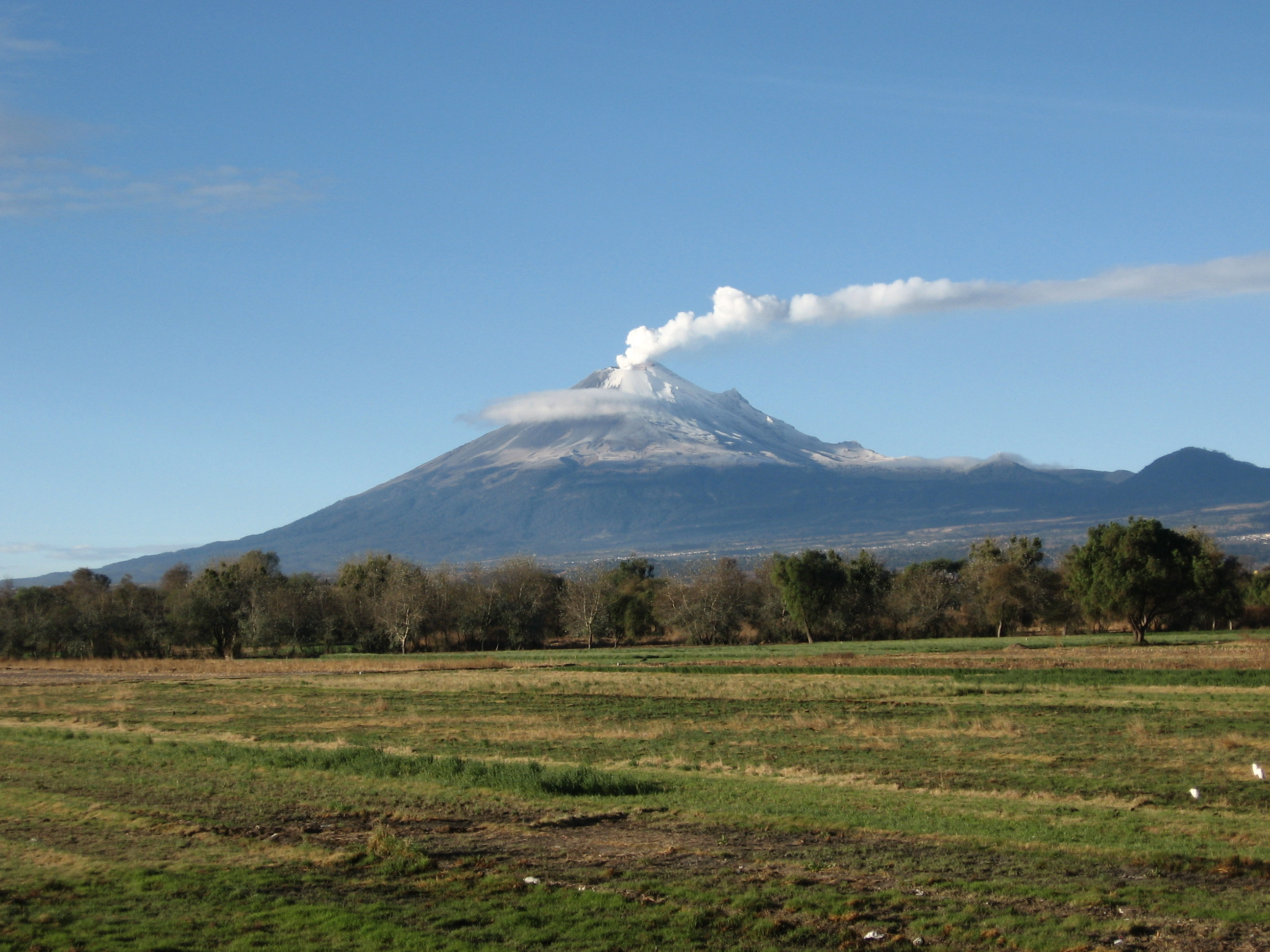
Vue du Popocatepetl fumant en 2008.

Le 3 juin 2011 marque un regain d'activité dans l'éruption en cours depuis le 9 janvier 2005 avec une forte sismicité et l'émission, à partir de 6 h 54, d'un panache de cendres de trois kilomètres de haut en direction de l'ouest puis de Puebla.
En 2013, on observe un pic d'activité depuis le mois de mai, qui a conduit les autorités mexicaines du CENAPRED à augmenter le niveau d'alerte volcanique à « Jaune stade 3 » le 10 mai 2013, qui est le dernier avant l'évacuation des populations, et à annuler plusieurs vols au départ ou à destination de Mexico depuis le 4 juillet.
Le 27 mars 2016, un nuage de cendres s'élève à 2 000 mètres d'altitude. Dans la nuit du 15 au 16 décembre 2018 le volcan est secoué par une violente explosion, sans que celle-ci soit considérée comme dangereuse pour la population. Les caméras de surveillances captent l’événement.
Une nouvelle explosion, le 9 janvier 2020, propulse un nuage de cendres à plus de 8 000 mètres d'altitude.

## Histoire humaine

### Les ascensions les plus anciennes
La première ascension du Popocatepetl est le fait de Chalchiuhtzin en 1287 (selon d'autres sources en 1289).
Une expédition aztèque envoyée par Moctezuma II entre 1502 et 1519 a pour but l'ascension de la montagne, mais obtient un résultat limité : seuls deux des dix guerriers survivent.
Les premiers Européens à en faire l'ascension en octobre 1519 sont des membres de l'expédition de Hernan Cortés (1519-1521), menés par Diego de Ordás,, lors de la marche des conquistadors de Vera Cruz (fondée le 9 juillet 1519) à Mexico-Tenochtitlan, capitale de l'empire aztèque. Cette ascension était motivée par l'extraction du soufre dans le cratère du volcan, cet ingrédient étant indispensable pour la fabrication de la poudre à canon[réf. nécessaire].

### Les monastères du Popocatepetl
Des monastères construits au début du XVIe siècle et situés sur les flancs du volcan sont classés sur la liste du patrimoine mondial.

### Les pratiques sportives actuelles
La voie la plus facile pour atteindre le sommet est un sentier qui se trouve sur la face nord. Il commence au refuge Tlamacas Lodge situé à 3 947 mètres d'altitude, accessible depuis le col séparant le Popocatepetl de l'Iztaccíhuatl par une route goudronnée,. Le sentier, qui passe par Las Cruces et traverse des champs de neige et des glaciers, mesure près de cinq kilomètres de longueur pour un dénivelé de 1 453 mètres. La meilleure période pour l'ascension est l'hiver et le début du printemps, notamment les mois de décembre à avril.
La première descente à ski de la montagne a été réalisée par Francisco Gonzalez Rul et Eduardo de Maria y Campos en 1947.

## Dans la mythologie aztèque

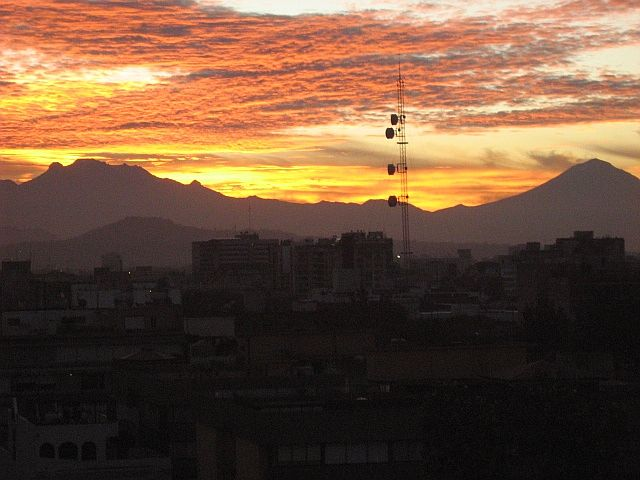
Vue de l'Iztaccíhuatl (à gauche) et du Popocatepetl (à droite) en 2010.

Dans la mythologie aztèque, Popocatepetl était un guerrier amoureux d'une princesse nommée Iztaccíhuatl. Le père d'Iztaccíhuatl envoya Popocatepetl tuer un ennemi de leur tribu en lui promettant la main de sa fille s'il revenait victorieux mais en sachant toutefois l'exploit impossible. S'acquittant de sa tâche avec succès, Popocatepetl mourut de chagrin en apprenant qu'Iztaccíhuatl était elle aussi morte de chagrin en apprenant la fausse nouvelle de sa mort. Ayant pitié de leur sort, les dieux recouvrent leur corps de neige et les changent en montagne. Iztaccíhuatl est ainsi appelée « femme endormie », en raison de sa ressemblance avec un corps de femme allongé, et Popocatepetl devient le volcan du même nom, faisant pleuvoir de rage le feu sur terre.
Puisque son sommet reste caché aux mortels par les nuages, le Popocatepetl est aussi un lieu de villégiature sur lequel les dieux Mayahuel et Patecatl avaient élu domicile pour passer leur temps à festoyer, leurs boissons favorites étant le pulque, l'agave et le vin (l'agave avec pulque).